# Rudolf Flume Technik
Die Rudolf Flume Technik GmbH ist eine 1887 in Berlin gegründete Großhandlung für Uhren- und Schmuckersatzteile und Werkzeuge für Uhrmacher und Goldschmiede. Firmengründer war der deutsche Uhrmacher Rudolf Flume (1861–1919). Weltweite bekannt wurde die Firma durch den 1939 erstmals erschienenen „Flume-Schlüssel“, ein bebilderter Uhrwerkekatalog zur Uhrwerke-Erkennung. Heutiger Firmensitz der Rudolf Flume Technik GmbH ist Essen.

## Geschichte

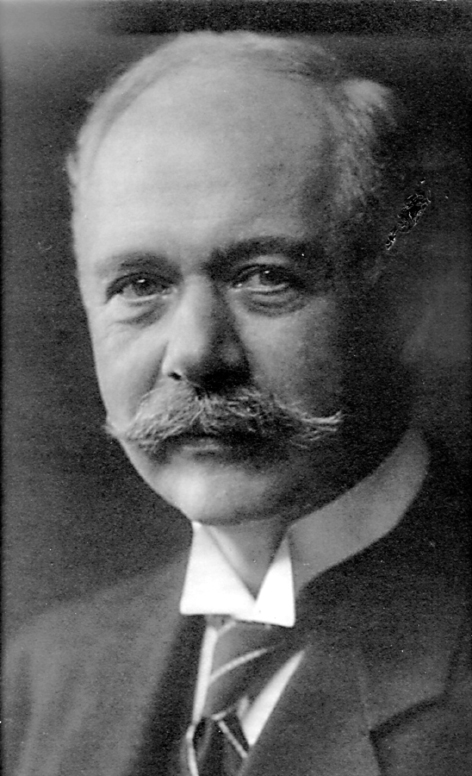
Firmengründer Rudolf Flume

### 1876 bis 1919
Am 20. Januar 1876 begann Rudolf Flume, geboren als Rudolf Karl Wilhelm Flume am 21. März 1861 in Lünen, Westfalen, eine Uhrmacherlehre. Vier Jahre später erfolgte eine Ausbildung im Bereich von Furnituren (Uhrenersatzteilen).
Zum Werdegang bemerkte die Zeitschrift Die Uhrmacherkunst, herausgegeben vom Zentralverband der Deutschen Uhrmacher-Innung und Vereine, am 15. Dezember 1919 (Jahrgang 44, Nr. 24): „Da er als Kind etwas schwächlich schien, wurde er für die Uhrmacherlaufbahn bestimmt. Er lernte 4 Jahre in Bielefeld, soweit bekannt, bei einem Uhrmacher Hülsmann, kam von dort als Furniturist zu Ludwig & Friess. Nach ungefähr einjähriger Tätigkeit ging er nach La Chaux-de-Fonds in den Furnituren-Grosshandel, war kurze Zeit auf der Reise für ein Schweizer Haus tätig, bis er sich im Jahre 1887 in Berlin als Furnituren-Grosshändler selbständig machte.“
Rudolf Flume gründete am 15. Mai 1887 das Unternehmen „Spezialhaus für Uhrmacherei- und Goldschmiede-Bedarfsartikel Flume und Golmick“ in Berlin-Mitte, Joachimstraße 22. Die Inhaber und Geschäftsführer waren Rudolf Flume und Paul Carl Emil Golmick. Das Sortiment umfasste Uhrwerke, Ersatzteile, Werkzeuge, Geräte und Einrichtungen. Ein Jahr später begann der Aufbau einer Schmuckabteilung, in der zunächst ausschließlich Uhrketten angeboten wurden. Insgesamt 14 Außendienstmitarbeiter besuchten Fachgeschäfte und vertrieben zu dieser Zeit das Flume-Sortiment von sogenannten „Reiselagern“ aus. Der Schwerpunkt der Unternehmung lag in der systemvollen Versorgung der Uhrmacher mit Bedarfsartikeln, Uhrenteilen, Uhrenketten und Werkzeugen.
Ein erster Umzug in die Gipsstraße 23 (Berlin) erfolgte 1889, aufgrund des Wachstums auf mittlerweile 25 Mitarbeiter folgte ein zweiter Umzug in die Beuthstraße 19 (Berlin) im Jahr 1900. Im Jahr 1889 schied Paul Carl Emil Golmick als Mit-Inhaber aus, das Spezialhaus firmierte erstmals unter „Rudolf Flume“. 1906 wurde Emil Ziegler als Mit-Inhaber eingestellt, 1909 trat Walter Flume, Sohn des Rudolf Flume, in das Unternehmen ein. Walter Flume, geboren am 27. August 1890, lernte praktische Arbeit bei dem Uhrmachermeister Bätge und bildete sich bei Auslandstätigkeiten in England und Belgien fort.
Bis 1914 wuchs das Unternehmen auf 150 Mitarbeiter. 1906/1907 erschien erstmals ein Uhrwerke-Preisverzeichnis, ein Katalog auf mehr als 800 Seiten. Der Verkauf der Produkte beschränkte sich nicht nur auf Deutschland, die Uhren- und Schmuckersatzteile wurden auch nach Frankreich, Skandinavien, Spanien, England und Nordamerika exportiert.
Zum 25-jährigen Firmenjubiläum veröffentlichte Flume zu Beginn des Jahres 1912 eine Katalog-Ausgabe mit 1150 Seiten, die auf teilweise farbig bebilderten Seiten die Marktführerschaft der Großhandlung Flume festigte. Das Werk umfasste von A bis Z, von Abdampfschalen, Ankerrädern und Aufziehwellen bis hin zu Zifferblättern und Zusammenstellungen von Sortimenten und Werkzeugen erstmals alles lückenlos und bebildert, was das Fachgeschäft an Ausrüstung brauchte. Die Deutsche Uhrmacher Zeitung (Organ des Deutschen Uhrmacher-Bundes) schrieb in ihrer Ausgabe vom 15. September 1911 zu dem Werk: „In einem fein ausgestatteten Bande von sage und schreibe 1150 Druckseiten findet der Uhrmacher alles in erstklassigen Abbildungen wiedergegeben, was sein Herz erfreut. […] … die Angaben beweisen, dass der Leser es in dem Flumeschen Jubiläums-Katalog mit einem ganz hervorragenden Erzeugnis der graphischen Kunst zu tun hat, das man in dieser Vollendung und in diesem Umfange im Auslande vergeblich suchen wird.“ „Waren früher die Kataloge eben Preislisten, so ist diese Flume-Ausgabe ein unentbehrliches Hilfsmittel für den modernen Uhrmacher“, lobte das Allgemeine Journal der Uhrmacherkunst in Ausgabe Nr. 10 vom 15. Mai 1912.
Ebenfalls zum Jubiläum bemerkte die Deutsche Uhrmacher Zeitung in der Ausgabe Nr. 10 vom 15. Mai 1912: „Wie weitaus die meisten unserer Großbetriebe hat auch diese Firma klein angefangen; aber dank der geschäftlichen Veranlagung ihres Gründers hat sie eine außerordentlich große Bedeutung erlangen können.“
Rudolf Flume engagierte sich insbesondere für das Aufrechterhalten der deutschen Uhrglasherstellung. Unter seiner Feder- und Verhandlungsführung verhinderte er ab 1906 den Verfall des Uhrglasmarktes, in dem er Uhrglas-Fabrikanten, Uhrenfabriken und den Großhandel zusammenführte und das Uhrglassyndikat in Straßburg (VUS) gründete, sowie später die Deutsche Uhrglasfabrik GmbH in Freden. Besonders lag dem Firmengründer auch die Zusammenarbeit mit Verbänden, Ausbildungsbetrieben, Unterstützungskassen und Vereinen der Branche am Herzen, die er mit Sach- und Geldspenden sponserte. So beschrieb die Leipziger Uhrmacher Zeitung in der Ausgabe Nr. 10 vom 15. Mai 1912, wie Rudolf Flume „den Ehrungen zu seinem 25. Jubiläum persönlich aus dem Wege gegangen“ sei, den Tag aber als Anlass genommen habe, größere Geldbeträge unter die Angestellten des Hauses zu verteilen sowie je 1000 Mark an einige Verbände und Vereine.
Am 1. Dezember 1919 verstarb Rudolf Flume nach einer kurzen Krankheit an einer Lungenentzündung in Folge einer Grippe. Der Autor Walter Döring würdigte den Firmengründer in der Neuen Deutschen Biographie von 1961:

„Er hat das Unternehmen in wenigen Jahrzehnten zu einer für die Fachwelt einzigartigen, in Deutschland wie auch international anerkannten Bedeutung entwickelt. […] Die Aufgabe, eine schnelle und markengerechte Ersatzteil-Belieferung der Uhrmacher in aller Welt zu gewährleisten, löste F. mustergültig durch ein aufeinander abgestimmtes System der Katalogisierung und Lagerhaltung, das von seinen Nachfolgern, der technischen und Marktentwicklung entsprechend, verfeinert worden ist. Von großem Nutzen für die Fachwelt waren die Kataloge des Unternehmens, die den Uhrmachern nicht nur die Bestelltätigkeit erleichterten, sondern einen umfassenden Überblick über das Warenangebot und die im Gewerbe entwickelten Fortschritte und gesammelten Erfahrungen gaben.“

Wilhelm Diebener, der Verleger der Uhrmacher-Woche, schrieb zum Tod Rudolf Flumes in der Ausgabe Nr. 50 vom 13. Dezember 1919: „Die Macht des Handelshauses zog in alle Gebiete ein, jeder Lehrling und Gehilfe, jeder Meister im Reiche nannte bald den Namen Flume als den seinigen, und weit darüber hinaus nach dem Auslande reichten die Handelsbeziehungen.“
Beerdigt wurde Rudolf Flume am 5. Dezember 1919 auf dem Jerusalemer Kirchhof in Berlin.

### 1920 bis 1945

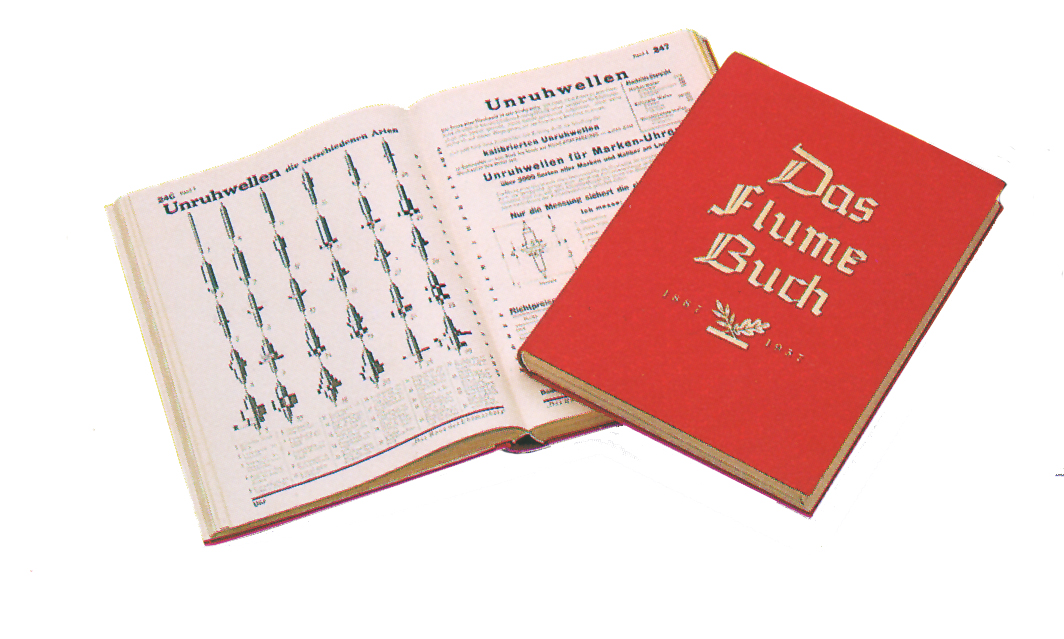
Flume-Buch 1937

Nach den Kriegsjahren übernahmen Walter Flume und Emil Ziegler die Geschäftsführung. Trotz widriger Wirtschaftsverhältnisse gelang ihnen der Ausbau des Exports, der das Unternehmen zu einem der bedeutendsten Großhandlungen für Uhrmacher- und Schmuckersatzteile weltweit machte.
Zum 50. Firmenjubiläum 1937 erschien das umfangreiche Flume-Buch – Das Haus des Uhrmachers – ein Katalog mit 760 Seiten und ca. 20.000 Artikeln, die von 1100 Firmen hergestellt wurden. Die Uhrmacher-Woche schrieb dazu am 17. April 1937 in ihrer 16. Ausgabe: Diese hingebende Arbeit führte zur Vollendung! Drei Wochen später würdigte die gleiche Zeitung in der 19. Ausgabe: Die Firma Flume gehört zu den größten Großhandelsfirmen unter allen Handelszweigen, wenn man die Zahl der Angestellten zugrunde legt. […] Sie wird mit Fug und Recht als eine Weltfirma bezeichnet.
Bei Kriegsbeginn 1939 waren auf einer Betriebsfläche von 6.000 m² insgesamt 500 Mitarbeiter bei Flume beschäftigt. Erstmals wurde 1939 der Flume-Brief an alle Kunden verschickt. Bis 1982 wurden darin der Branche allgemeine Informationen aus der Uhrmacher- und Goldschmiede-Zunft, Neuheiten und Produktangebote zur Verfügung gestellt.
Ebenfalls 1939 erschien der nachmals weltbekannte Flume-Schlüssel, ein Meilenstein in der Uhrwerke-Erkennung. Der bebilderte Uhrwerke-Katalog identifizierte detailliert alle Uhrwerke, so dass auf das zuvor praktizierte Einsenden der Werke oder der benötigten Ersatzteile zur genauen Bestimmung verzichtet werden konnte. Die Winkelhebelfeder ist der Fingerabdruck einer Uhr und wurde erstmals zur eindeutigen Bestimmung im Flume-Schlüssel dargestellt. Das Bestimmungsbuch erschien im Lauf der Jahre in einer Gesamtauflage von 120.000 Stück und wurde weltweit verteilt. Mit dem Flume-Schlüssel bzw. dem „Flume-System“ leistete die Firma weltweit Uhrmachern einen großen Dienst, da zu dieser Zeit die Anzahl vorhandener Ersatzteile für Uhren aufgrund der Vielzahl an Uhrenmodellen nahezu unüberschaubar war. Durch das Ordnungs- und Orientierungssystem war es nun allen Uhrmachern möglich, Ersatzteile leichter aufzuspüren und zu bestellen. Die Flume-Werksucher für Kleinuhren waren (und sind für antike bzw. historische Uhren teilweise immer noch) ein unverzichtbares Hilfsmittel zur Bestimmung von Werkkalibern und Werkersatzteilen. In den folgenden Jahren folgten weitere Bände zu verschiedenen Bänden, wie zum Beispiel der Flume Großuhren-Schlüssel.
Im Februar 1945 wurde das Flume-Gebäude in Berlin komplett zerstört.

### 1945 bis 1983
Klaus Rudolf Flume, Sohn von Firmen-Inhaber Walter Flume, beendete 1945 erfolgreich seine Uhrmacherlehre, besuchte die Handelshochschule in Neuchatel in der Schweiz und bildete sich in der Uhren- und Schmuckbranche in den USA weiter. Der Enkel des Firmengründers trat schließlich 1951 in die Großhandlung ein. 

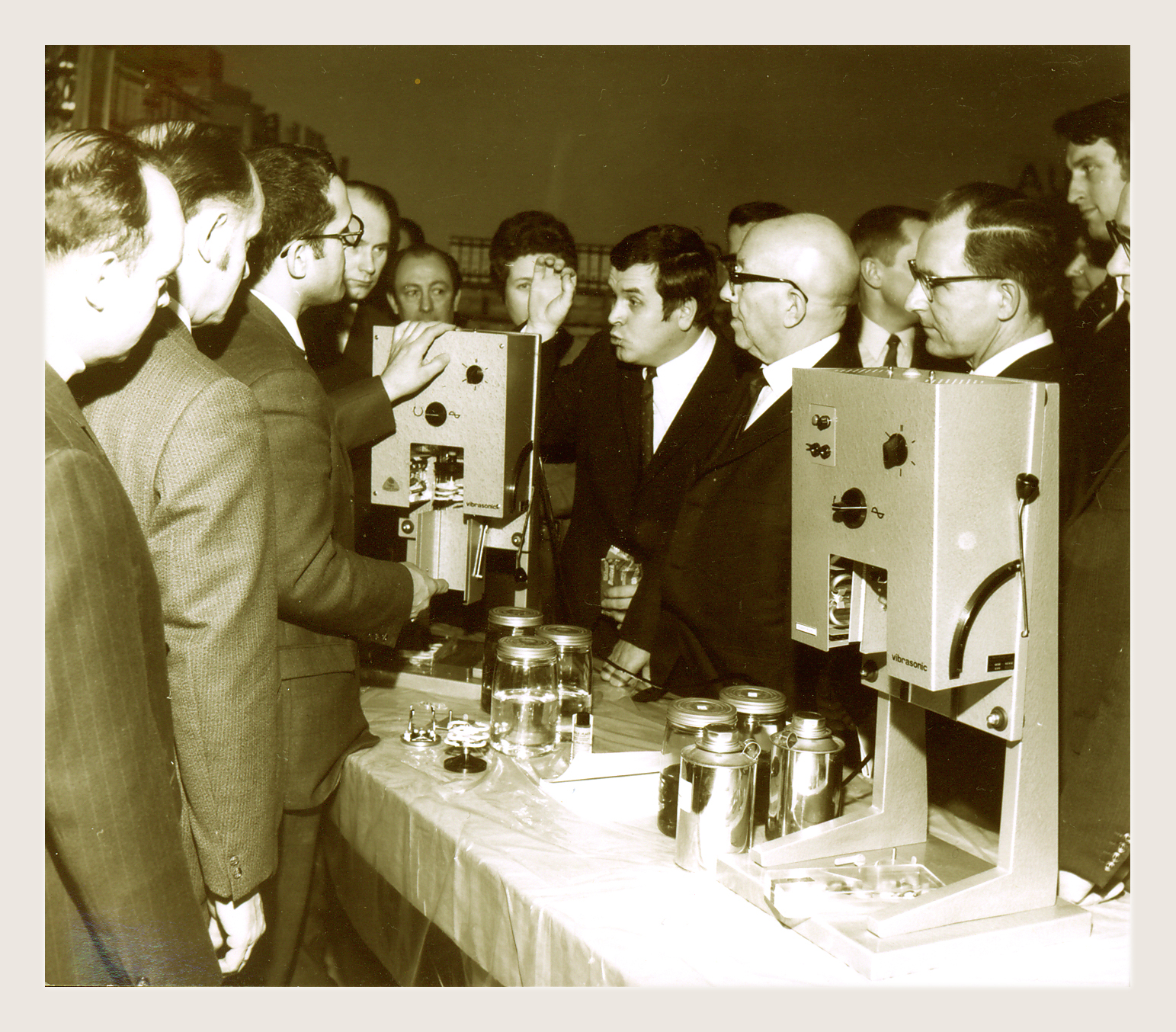
Flume Erfahrungsaustausch (ERFA)

Nach der Zerstörung des Firmen-Gebäudes und der in Kriegsbeute geratenen Warenbestände konnte an der Lützowstraße 94 in West-Berlin ein neues Betriebsgelände angemietet werden, das 1949 bezogen wurde. Um die Uhrmacher auch während der Berliner Teilung und der schwierigen Umstände nach der Berlin-Blockade beliefern zu können, gründete das Unternehmen an der Pforzheimer Habermehlstraße 11 eine Niederlassung und intensivierte damit auch den Kontakt zur Pforzheimer Schmuckindustrie.
1951 eröffnete die Firma einen Standort auf dem Kruppgelände in Essen, Westendstraße Nr. 1 und firmierte erstmals unter der „Rudolf Flume GmbH“. Gleichzeitig übernahm der Uhrmacher Fritz Heinrich Pachnio neben Walter Flume und Emil Ziegler die Geschäftsführung. Fritz Heinrich Pachnio machte sich einen Namen durch etliche Artikel für die Fachzeitschrift „Die Uhr“, der Fachzeitschrift für die Uhren-, Schmuck- und Silberwaren-Wirtschaft, dem Organ des Zentralverbands der Uhrmacher und des Bundesverbands der Juweliere und Uhrmacher im deutschen Einzelhandel.

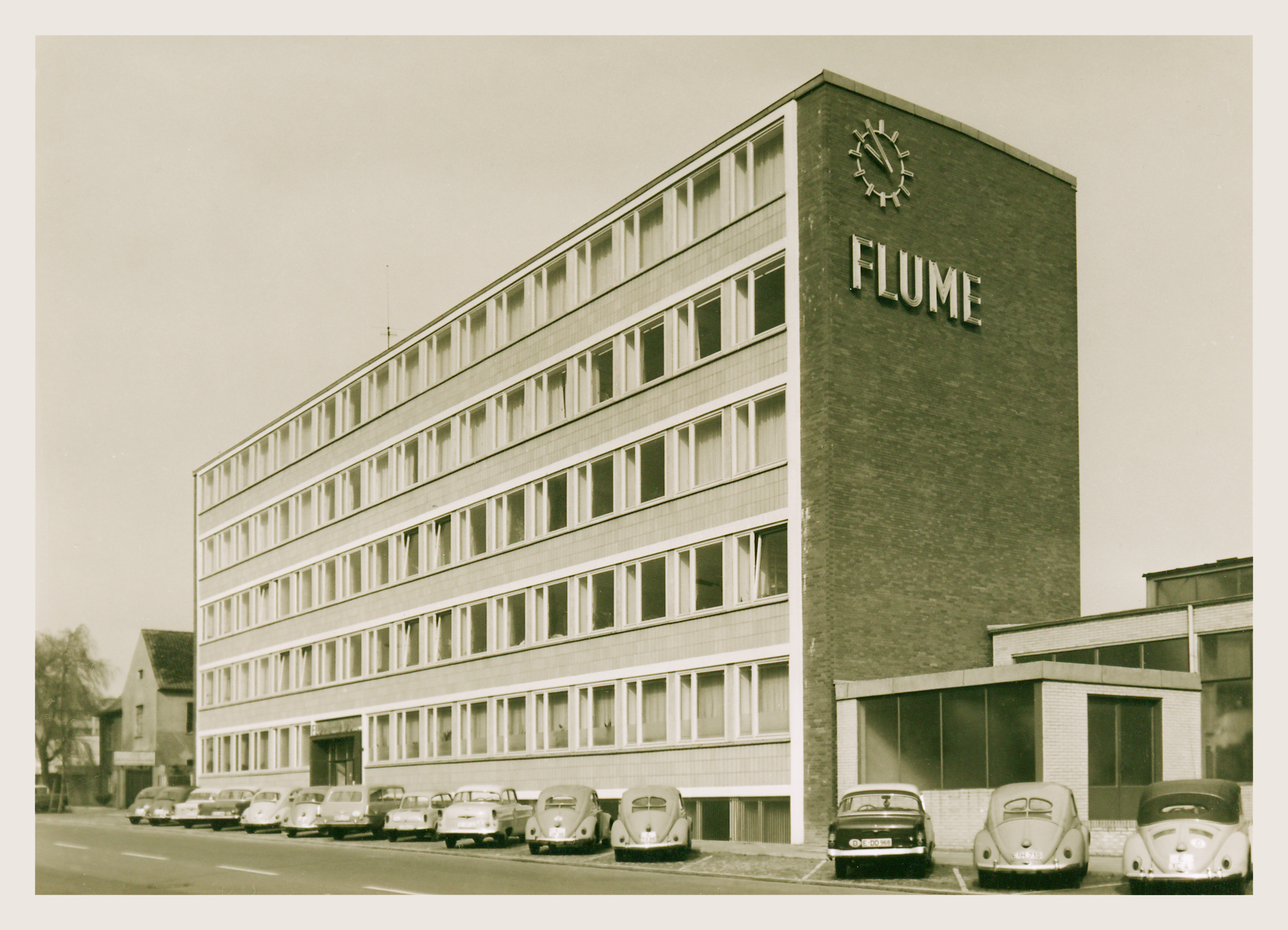
Firmengebäude Essen, Hachestraße 66

Das rationelle Flume-System der Versorgung mit Uhrmacher-Ersatzteilen wurde 1953 in Düsseldorf mit der „Goldenen Medaille“ im Rahmen der Großen Rationalisierungs-Ausstellung der Bundesbehörde ausgezeichnet. Damit wurde das systemvolle Angebot für die Ersatzteilversorgung und die Lagerhaltung sowie den damit verbundenen Rationalisierungserfolg gewürdigt. Das „Flume-System“ wurde von zehntausenden Uhrmachern auf der ganzen Welt eingesetzt.
Erstmals fand 1955 in Essen der „Flume Erfahrungsaustausch“ (ERFA) statt, ein Branchenforum, bei dem die neueste Technik ausgestellt wurde und hochrangige Referenten Vorträge hielten. Mehr als tausend Besucher nahmen jeweils an dem jährlichen Branchentreffen teil. So handelte der „Flume Erfahrungsaustausch“ 1957 von der Zukunft der mechanischen Uhr und dem Beginn des Zeitalters elektrischer Armbanduhren.
1957 erschien aus der Reihe „Flume-System“ der erste umfangreiche Flume-Großuhren-Schlüssel.
1961 bezog das Unternehmen an der Hachestraße 66 in Essen einen Neubau, der noch heute Firmensitz der Rudolf Flume Technik GmbH ist. Die Firma beschäftigte Anfang der 1960er Jahre mehr als 300 Angestellte, davon 200 am Berliner Standort.
Überschattet wurde das 75-jährige Firmenjubiläum durch den Tod der beiden Firmeninhaber Walter Flume im Mai 1962 und Emil Ziegler im Juli 1962. Dieter Flume und Klaus Rudolf Flume, die Söhne von Walter Flume, übernahmen die Geschäftsführung neben Fritz Heinrich Pachnio, dem 1972 Fritz Möhler folgte. Im Jahr 1962 erschien der Sonderdruck Das Haus des Uhrmachers, das die Firmengeschichte von 1887 bis 1962 umfassend dokumentiert.
Als Quarzuhren immer beliebter wurden, veröffentlichte die Großhandlung 1977 das Flume-Elektronic-Service-System (FESS). Dieser Katalog dokumentierte erstmals die Messpunkte und Sollwerte bei Quarzwerken.
Im Jahr 1983 konnten über 10.000 Kunden für mehr als 12.000 Uhrenkaliber bei Flume auf ein Lager von mehr als eine Million Teile zurückgreifen. Daneben bot die Flume-Schmuckkollektion mehr als 20.000 Modelle in mittlerer und gehobener Preisklasse an. Die Fachgeschäfte, Goldschmieden und Uhrmacher wurden von 17 Außendienstmitarbeitern betreut. 1987 fand der 60. „Flume Erfahrungsaustausch“ statt. Vor allem in den 60er und 70er Jahren galt die ERFA als wichtigstes Branchentreffen.
Die (internationale) Bedeutung der Rudolf Flume Technik GmbH zeigte sich auch in den Aufträgen der Bundesregierung der damaligen BRD. „Die internationale Anerkennung des FLUME-Systems war verschiedentlich Anlass für die Bundesregierung, Flume mit der Ausrüstung von Musterwerkstätten auf Auslandsmessen zu betreuen, so z. B. in Bulawajo (Simbabwe), Athen und Tokio“, schrieb die Firma im 1982 erschienen Schmuckersatzteil-Katalog.

### 1990 bis heute
Im Jahr 1994 zog die Technik-Abteilung („Flume Technik GmbH“) komplett in die Hachestraße nach Essen, die Schmuck-Abteilung unter der Firmierung „Flume Schmuck GmbH“ nach Berlin. 1997 wurde die Berliner Niederlassung aufgrund schlechter Konjunkturprognosen und lang anhaltender Konsumzurückhaltung wieder liquidiert. Eine Filiale in München wurde kurzzeitig 1997 eröffnet.
Lukas von Cranach und Rudolf W. Flume, der Urenkel des Firmengründers, traten in die Geschäftsleitung ein und konzentrierten die Ziele wieder auf das Kerngeschäft, den Technik-Handel. Als Teil der Wagner-Unternehmensgruppe erfolgte mit Dirk Langmann als Geschäftsführer ab 2004 eine weitere strategische Neuausrichtung.
Seit Februar 2014 versehen Julias Sobizack und Uwe Rücker die Geschäftsleitung der Rudolf Flume Technik GmbH.
Im Jahr 2016 übernahm Flume den renommierten, holländischen Großhändler für Uhrenersatzteile, Friedrichs.
Ebenfalls im Januar 2016 übernahm Flume die kompletten Marken- und Produktionsrechte am KWM-Lager-System von der ELMA Schmidbauer GmbH aus Singen. KWM-Einpresslager sollen zur rationellen Reparatur ausgelaufener Zapfenlager in Uhren aller Art, in Zählern, Schalt- und Tarifuhren, Manometern, Messuhren und sämtlichen technischen Laufwerken Verwendung finden.
Im April 2017 erfolgte die Übernahme des 1957 gegründeten Versandhändlers SELVA Technik aus Trossingen. Gleichzeitig richtete sich Flume/Selva mit Shops in sechs verschiedenen Ländern international aus.
Im September 2018 übernahm der Goldschmiede- und Uhrmachermeister Thomas Krükkert die Geschäftsleitung und führt die Geschäfte zusammen mit Uwe Rücker.
Im April 2019 wurde die Pontialis GmbH & Co. KG samt ihrer Marke 3Dmensionals übernommen.

## Flume-Schlüssel

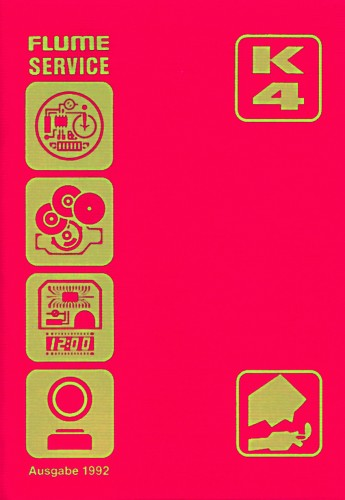
Abbildung eines Flume-Kataloges (Flume-Schlüssel) von 1992

„Flume leistete den Uhrmachern Ende der 1930er Jahre einen großen Dienst, als er den so genannten Flume-Schlüssel einführte. Zu dieser Zeit war die Anzahl der auf dem Markt vorhandenen Ersatzteile für Uhren auf Grund der Vielzahl an Uhrenmodellen nahezu unüberschaubar groß. Flume organisierte ein Ordnungssystem, mit dem es möglich war, Ersatzteile ohne große Schwierigkeiten aufzuspüren und zu bestellen. Die so genannten Flume-Werksucher für Kleinuhren sind ein wichtiges Hilfsmittel zur Identifizierung von Werkkalibern und Werkersatzteilen.“

In Uhrenforen und Branchentreffen auf der ganzen Welt suchen Sammler heute noch anhand der Flume-Bücher und -Kataloge nach Werkteilen für historische Uhren. Die Veröffentlichungen der Firma sind weiterhin in einigen antiquarischen Sammlungen erhältlich und erzielen mitunter Preise im dreistelligen Euro-Bereich.
Der Flume Kleinuhrschlüssel K1 aus dem Jahr 1958 umfasst alle Kaliber und Werkabbildungen der vorangegangenen Flume-Schlüssel und -Werksucher von 1947 bis 1957 und damit praktisch alle Armbanduhrwerke, die seit den 30er Jahren verbaut wurden. Für jeden ernsthaften Vintage-Uhrensammler führt kein Weg an diesem, leider inzwischen nur noch gebraucht erhältlichem, Werk vorbei. Der erste Teil listet in tabellarischer Form alle Werke, sortiert nach Größe und Kalibernummer auf. Eine Sortierung direkt nach Kalibernummer wäre vielleicht noch etwas zweckmäßiger gewesen, dennoch lässt sich jedes Werk schnell finden. Der zweite Teil zeigt, nach Form, Aufzugssystem, Lochanzahl der Winkelhebelfeder und Größe des Werks geordnet, jeweils die Zifferblattseiten der Werke an. Auch dadurch lassen sich sehr schnell alle denkbaren Werke aus dieser Zeit ermitteln.